# Fairfield (Otago)
La banlieue calme de Fairfield s’étend dans la région d’Otago, au sud de l’Île du Sud de la Nouvelle-Zélande.

## Situation
La ville de Fairfield siège à dix 10 kilomètres à l’ouest du CBD de la ville de Dunedin et dans une région de collines ondulées située entre la banlieue de Abbotsford et la plaine de Taieri (en), près des pentes du col de Saddle Hill (en) et Scroggs Hill.

## Toponymie
Le nom de  Fairfield fut un nom descriptif de la zone, donné par le premier colon européen William Martin à sa propriété agricole, située à proximité de l‘endroit où se situe actuellement la ville de Fairfield .

## Accès
Jusqu’en 2000, Fairfield était située directement sur la  State Highway 1, mais à cette époque, la construction des dix kilomètres d’autoroute (nommée Autoroute Sud de Dunedin (en)), qui est l’autoroute la plus au sud du monde, circulant entre les banlieues de Caversham et celle de Mosgiel, donna lieu à la création de la déviation de Fairfield.

## Population
En 2001, Fairfield avait une population de 2 010 habitants lors du = recensement de 2001 en Nouvelle-Zélande.

## Éducation
L’école primaire locale est la Fairfield School dépendant de Dunedin.

## Faune

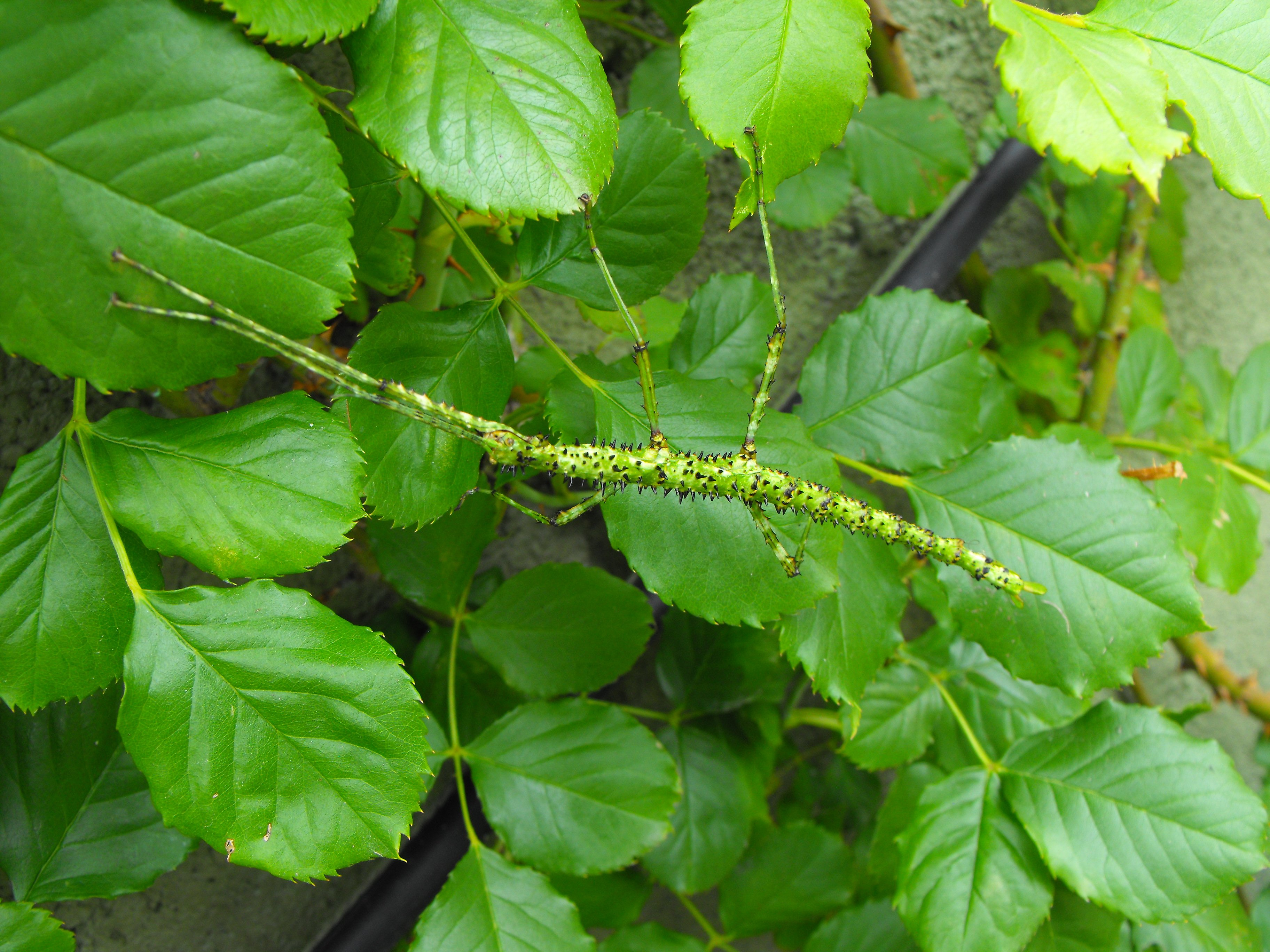

L’ Acanthoxyla prasina (en), un insecte rare d’aspect épineux, ayant l’aspect d’un morceau de bois, est un animal résidant spécifiquement dans la zone de Fairfield .